# Ancistrus agostinhoi
Az Ancistrus agostinhoi a sugarasúszójú halak (Actinopterygii) osztályának harcsaalakúak (Siluriformes) rendjébe, ezen belül a tepsifejűharcsa-félék (Loricariidae) családjába tartozó faj.

## Előfordulása
Az Ancistrus agostinhoi Dél-Amerikában fordul elő. Brazília egyik endemikus hala.

## Megjelenése
Ez a halfaj legfeljebb 9,6 centiméter hosszú. A nőstények általában, csak 7,6 centiméter hosszúak. A hátúszóján csak 1 tüske látható. Az alsó állkapcsán levő rövid tapogatónyúlvány az ajkához van nőve. 38-78 foga van.

## Életmódja
A trópusi édesvizeket kedveli. A víz fenekén él és keresi a táplálékát.